# Dolmen von Pech Laglaire

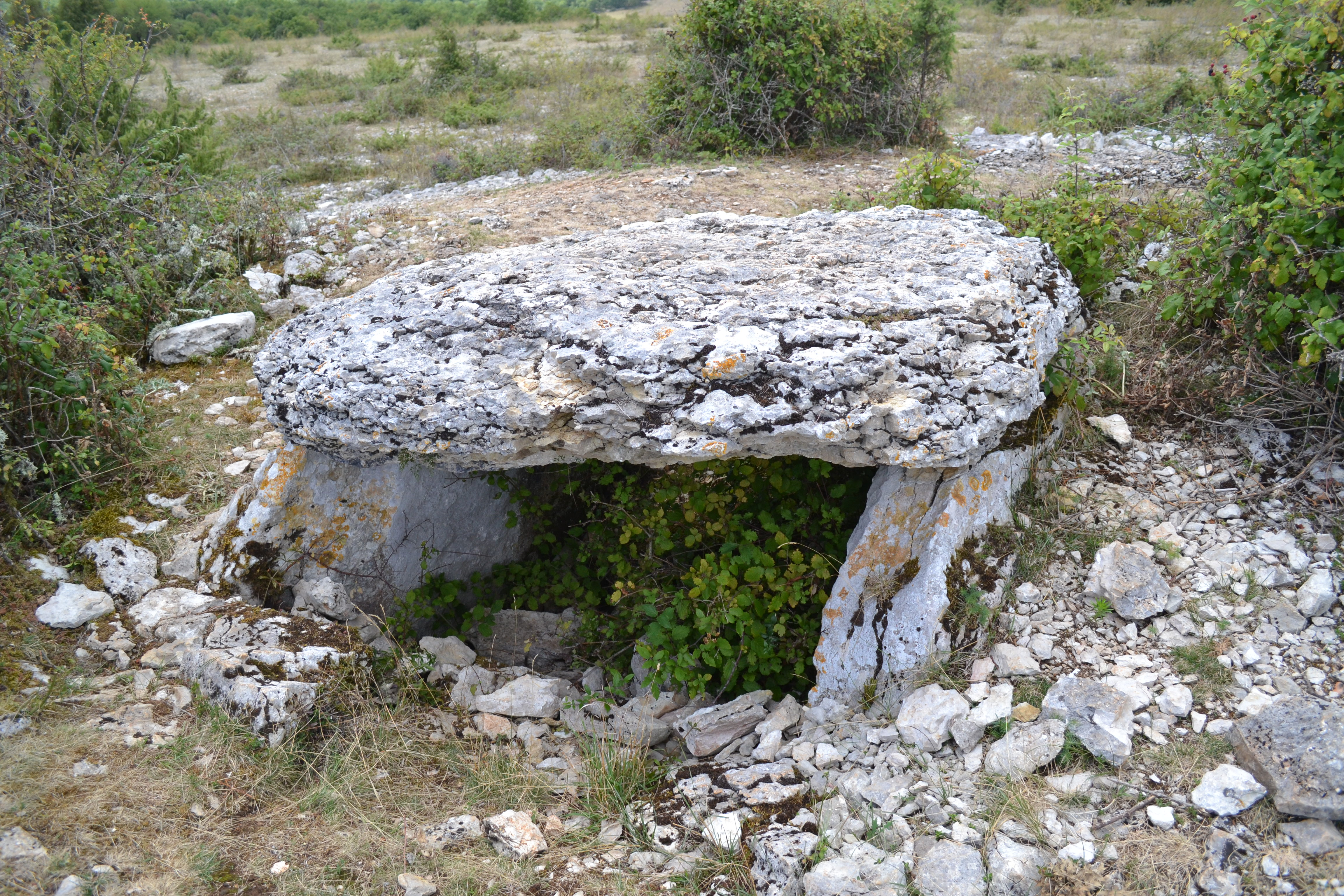
Dolmen 1

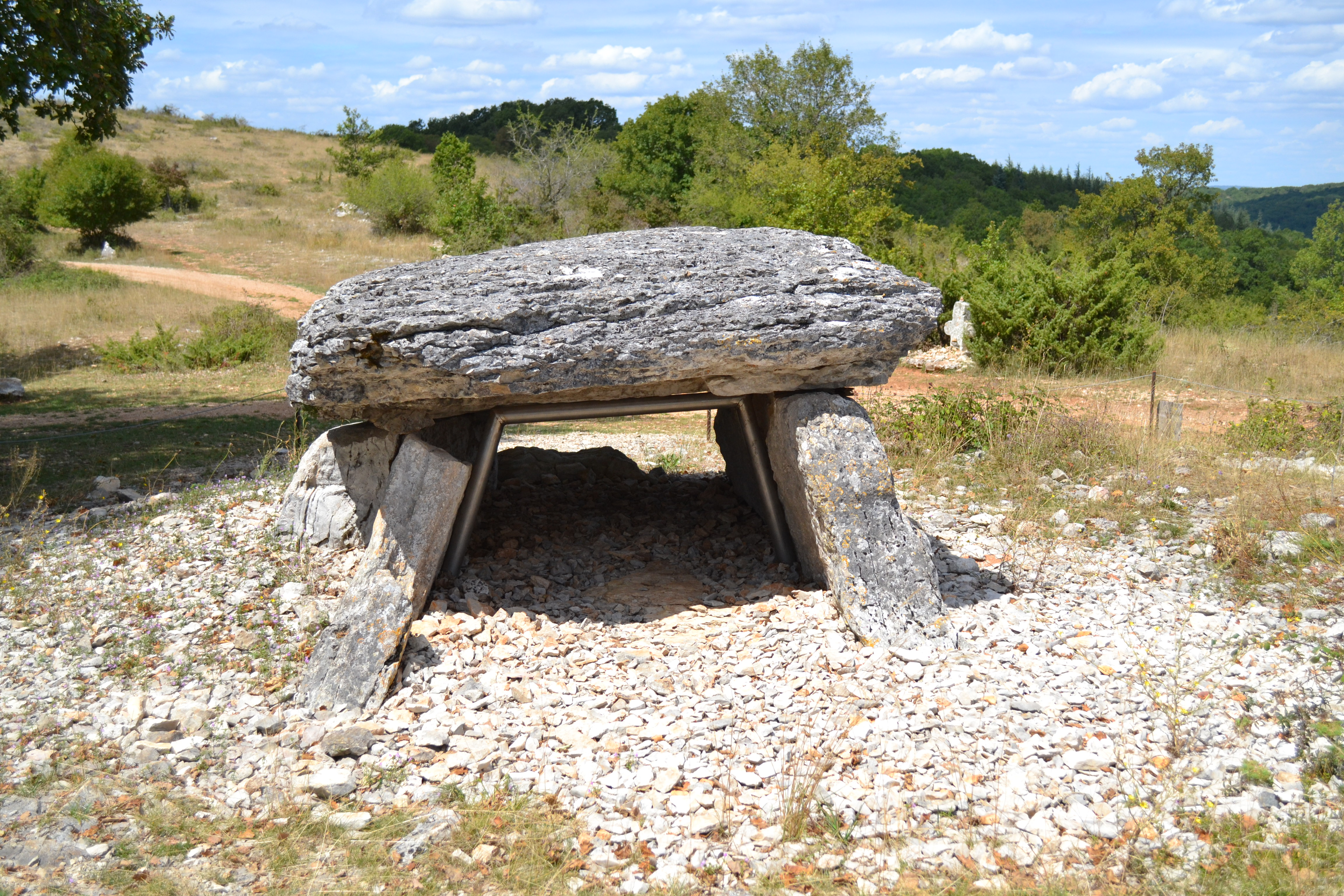
Dolmen 2

Die drei Dolmen von Pech Laglaire (oder Pech Laglayre; lokal auch Dolmens du Mas-de-Pégouriès genannt) liegen auf dem Hügel Pech Laglaire in Gréalou im Département Lot in Frankreich in einem Umkreis von etwa 200 Metern. Die Dolmen 1 und 2 wurden 1978 als historische Denkmäler klassifiziert. Dolmen ist in Frankreich der Oberbegriff für Megalithanlagen aller Art (siehe: Französische Nomenklatur).

## Dolmen 1
Der Dolmen 1 liegt am höchsten Punkt des Hügels (Lage). Seine Kammer ist etwa 3,5 m lang, 1,0 m breit und 0,8 m hoch. Der Dolmen in Tischform besteht aus zwei seitlichen Tragsteinen, dem Endstein und der einzigen Deckenplatte. Der nach Südosten offene Dolmen liegt in den Resten eines Steinhügels von etwa 10 m Durchmesser. In unmittelbarer Nähe des Dolmens liegen zwei Kalksteinplatten auf dem Boden. Das könnte darauf hindeuten, dass das Original ein Doppeldolmen war.

## Dolmen 2
Es ist ein einfacher Dolmen vom Typ Caussenard (Lage). Die Orthostaten und die etwa sieben Tonnen wiegende Deckenplatte definieren eine 0,8 m hohe viereckige Kammer von 2,5 × 2,0 m. Der nach Nordwesten offene Dolmen liegt in den Resten eines etwa zehn Meter langen viereckigen oder trapezförmigen Steinhügels. Restaurierungen und eine archäologische Untersuchung wurden 2013 durchgeführt.

## Dolmen 3
Der Dolmen ist stark beschädigt (Lage). Erhalten sind zwei Tragsteine und das Stück einer Deckenplatte. Die Kammer wurde mit Kies verfüllt. Der Grabhügel ist gut erhalten.

## Sonstiges

Wappen der Gemeinde Gréalou

Ein Teil der Grabbeigaben, die bei früheren Ausgrabungen entdeckt wurden, befindet sich im Museum von Cahors.
Dolmen und Jakobsmuscheln sind Teile des Wappens der Gemeinde Gréalou.